# Jazzfest Bonn
Das Jazzfest Bonn ist ein Festival, das seit 2010 jährlich in Bonn mit dem Ziel der Förderung des zeitgenössischen kreativen Jazz veranstaltet wird. Die Konzertreihe mit einem „kontrastreichen Programm“ wird üblicherweise in einem Zeitraum von drei Wochen im Mai veranstaltet.

## Musikalisches Programm und Veranstaltungsorte
In der Regel in Doppelkonzerten werden sowohl Weltklasse-Künstler und nationale Stars mit jungen Nachwuchsmusikern und regionalen Jazz-Größen präsentiert. Die Musiker stellen eigene Kompositionen vor oder zeitgenössische Interpretationen bekannter Werke. Die Grundidee der Festivalmacher, auf ein Programm der Kontraste zu setzen, wird in der Kritik positiv aufgenommen.
2017 fanden an zwölf Abenden in drei Wochen 23 Konzerte statt. Mehrere dieser Konzerte werden von Deutschlandfunk und WDR mitgeschnitten und später gesendet.
Mit den verschiedenen Spielstätten bezieht das Jazzfest zentral gelegene Lokalitäten in Bonn ein: Dazu gehören das Beethoven-Haus, die Brotfabrik, die Bundeskunsthalle, das Haus der Geschichte, das LVR-LandesMuseum, das Opernhaus, Post Tower und Telekom Forum, Universität Bonn und das Volksbank-Haus.

## Geschichte
Das Jazzfest Bonn wurde 2010 mit dem Ziel gegründet, neben internationalen Stars die hohe Qualität regionaler und nationaler Jazzmusiker dem Publikum zu präsentieren. Ein weiteres Ziel ist, das Festival und Bonn überregional und international zu einer bedeutenden Stätte des Jazz zu machen und die Musikrichtung Jazz für eine größere Zuhörerschaft zu öffnen. Künstlerischer Leiter und Geschäftsführer der Veranstaltung ist der Saxophonist Peter Materna. Dem veranstaltenden Verein ist es (auch aufgrund der guten Resonanz bei den Festivalbesuchern) gelungen, Hauptsponsoren aus der Wirtschaft und öffentliche Institutionen als Förderer zu gewinnen.
Bereits 2013 waren alle Konzerte schon weit vorher ausverkauft. Das Jazzfest Bonn hat sich in den letzten Jahren, wie die Besprechungen in der Fachpresse (insbesondere im Jazz Podium und der Jazzthetik) zeigen, als ein wichtiges Festival etablieren können, da sich die Veranstalter aus der „Komfortzone herausgewagt“ haben und auch Acts jenseits von Pop-Jazz und Mainstream Jazz präsentieren, was das Publikum gut angenommen habe.